# Казалеоне
Казалеоне (італ. Casaleone, вен. Caxelon) — муніципалітет в Італії, у регіоні Венето, провінція Верона.
Казалеоне розташоване на відстані близько 380 км на північ від Рима, 95 км на захід від Венеції, 35 км на південний схід від Верони.
Населення — 5890 осіб (2014).
Щорічний фестиваль відбувається 3 лютого. Покровитель — святий Власій.

## Демографія
Населення за роками:

Станом на 1 січня 2023 року в муніципалітеті офіційно проживало 547 іноземців з 34 країн, серед них 129 громадян країн Євросоюзу та 6 громадян України.

## Сусідні муніципалітети
- Череа
- Гаццо-Веронезе
- Остілья
- Сангуїнетто